# الدين في منغوليا

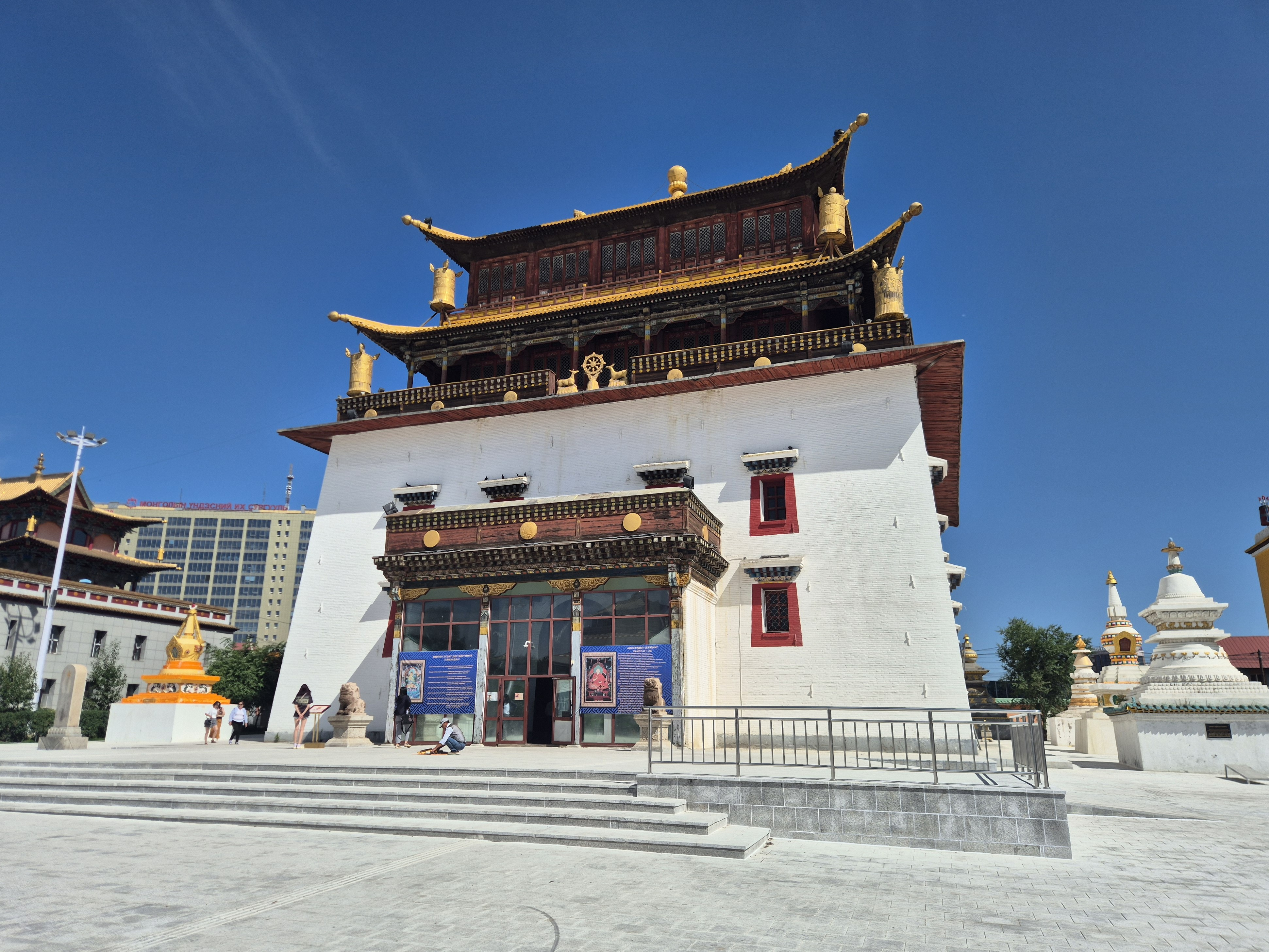

الدين في منغوليا هيمنت عليه تقليديا المدارس البوذية المنغولية والشامانية المنغولية، ويمثلان الدين العرقي من المغول. تاريخيا، من خلال توسع الإمبراطورية المغولية، انفتح المغول أمام تأثيرات المسيحية (النسطورية والكاثوليكية) والإسلام، على الرغم من أن هاتين الديانتين لم تنتشرا. البوذية 53% والإسلام 3% والمسيحية 2.1% ولادينيون 38.6% وآخرين 0.4%